# 芳養町
芳養町（はやちょう）は、和歌山県田辺市の町丁。2020年4月末現在の人口は1,684人。郵便番号は646-0056。本項ではかつて同区域に存在した西牟婁郡下芳養村（しもはやむら）についても記す。

## 地理
田辺市の南東端、南が太平洋に面する芳養川の河口域、紀勢本線・芳養駅の北西一帯にあたる。北で上芳養、東で稲成町、南で元町・芳養松原、西で中芳養および日高郡みなべ町堺・埴田に接する。海岸沿いに紀勢本線と国道42号が通過し、北方に和歌山県道199号芳養清川線が分岐、北部を和歌山県道35号上富田南部線が横断する。また、中部を阪和自動車道が通過する。

### 河川
- 芳養川
- 田川
- 井原川

## 歴史
- 幕末 - 牟婁郡境村・中村・芋村・下村が存在。「旧高旧領取調帳」の記載によると紀州藩附家老安藤氏領。
- 慶応4年1月24日（1868年2月17日） - 安藤氏領が立藩して田辺藩領となる。
- 明治4年7月14日（1871年8月29日） - 廃藩置県により田辺県の管轄となる。
- 明治4年11月22日（1872年1月2日） - 和歌山県の管轄となる。
- 1879年（明治12年）1月20日 - 所属郡が西牟婁郡に変更。この年、境村・田中村(旧中村)・芋村・稲生村（旧下村）が合併して下芳養村となる。
- 1889年（明治22年）4月1日 - 町村制の施行により、近世以来の下芳養村が単独で自治体を形成。
- 1942年（昭和17年）5月20日 - 下芳養村が田辺町と合併して田辺市が発足。同市芳養町となる。
- 2005年（平成17年）11月7日 - 地内より明洋二丁目が起立。
- 2007年（平成19年）11月5日 - 地内より芳養松原一・二丁目が起立（二丁目は一部）。

## 交通

### 鉄道路線
区域内を紀勢本線が通過するが、駅は所在しない。隣接する芳養松原に芳養駅が所在。

### バス
龍神自動車
- 西線
  - 本社・あけぼの - 紀南病院 - 紀伊田辺 - 芳養駅 - 南部駅 - 福井 - 西 - 龍神温泉 - 季楽里
- 上芳養線
  - 本社・あけぼの - 紀南病院 - 紀伊田辺 - 芳養駅 - 上小恒
- 受領線
  - 本社・あけぼの - 紀南病院 - 紀伊田辺 - 芳養駅 - 南部駅 - 受領

明光バス
- 南部線
  - 田辺駅 - 海蔵寺町 - 元町 - 明洋団地 - 芳養駅 - 南部駅
  - 田辺駅 - 海蔵寺町 - 元町 - 目良 - かんぽの宿 - 中浜 - 芳養駅 - 南部駅

### 道路
- 阪和自動車道
- 国道42号
- 和歌山県道35号上富田南部線
- 和歌山県道199号芳養清川線

## 施設
- 田辺市立はやざと保育所
- 田辺市立大坊小学校
- 芳養センター
- 体育センター
- 大屋比古神社(白馬神社)
- 住吉神社、恵比寿神社
- 秋葉神社、不動堂
- 祇園神社
- 大神宮
- 愛宕神社
- 八王神社
- 井原観音堂
- 教證寺
- 大師堂